# 向平华
向平华（1965年—），湖南慈利人，土家族，中华人民共和国政治人物、第十二届全国人民代表大会湖南地区代表。
毕业于湖南生物机电职业技术学院经济管理专业。加入中国共产党。担任湖南省慈利县零溪镇象鼻嘴村党支部书记。2008年起担任全国人大代表。2013年，担任全国人大代表。